# デカン高原

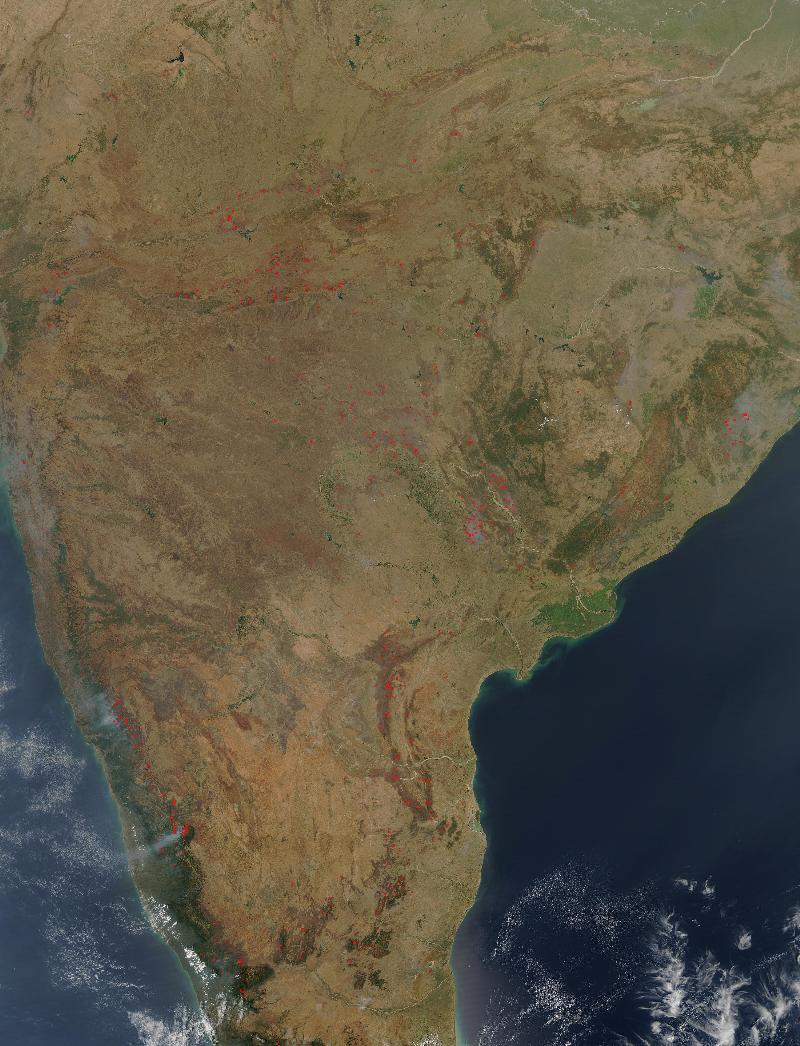
デカン高原の衛星写真。

デカン高原（デカンこうげん、英語: Deccan Plateau、 ヒンディー語: दक्कन का पठार、ウルドゥー語:سطح مرتفع دکن、カンナダ語:ದಖ್ಖನ್ ಪೀಠಭೂಮಿ、 テルグ語:దక్కన్ పీఠభూమి、タミル語:தக்காணப் பீடபூமி、マラヤーラム語ഡെക്കാൺ പീഠഭൂമി、マラーティ語:दख्खनचे पठार）は、インド半島の中央部分を構成し西ガーツ山脈から東ガーツ山脈に至る台地である。インド共和国のマハーラーシュトラ州、カルナータカ州、アーンドラ・プラデーシュ州、テランガーナ州にまたがる。なお「デカン」の名称はサンスクリット語で「南」を意味する dakshina に由来する。

## 概要
デカン高原は大きな三角形をしており、北辺はヴィンディヤ山脈、東西端はそれぞれ東ガーツ山脈・西ガーツ山脈である。総面積は190万平方キロメートルに達する。ほぼ平坦な高原で、標高は300メートルから600メートル程度である。大雑把に言うと、デカン高原は西から東に緩く傾斜しており、ゴーダーヴァリ川・クリシュナ川・カーヴェーリ川・ナルマダー川などの河川が流れている。この高原付近は卓越風の関係で、両ガーツ山脈の風下に当たるため半乾燥地帯である。植生は一部に落葉広葉樹林が見られるものの、ほぼ全域を針葉低木林が覆う。なお、北緯10度付近から北緯25付近までと緯度の低い地域に当たることもあり、夏の気候は暑く、冬は暖かい。地形の起源としては、デカントラップと呼ばれる白亜紀末期に噴出した洪水玄武岩で形成された溶岩台地であり、玄武岩の風化によりできたレグール土に覆われた肥沃な土地である。綿花の世界的な産地であり、綿花の栽培には多量の水を必要とするため、半乾燥地帯で雨量は少ないデカン高原には、貯水用の溜め池が点在する。

## 地理

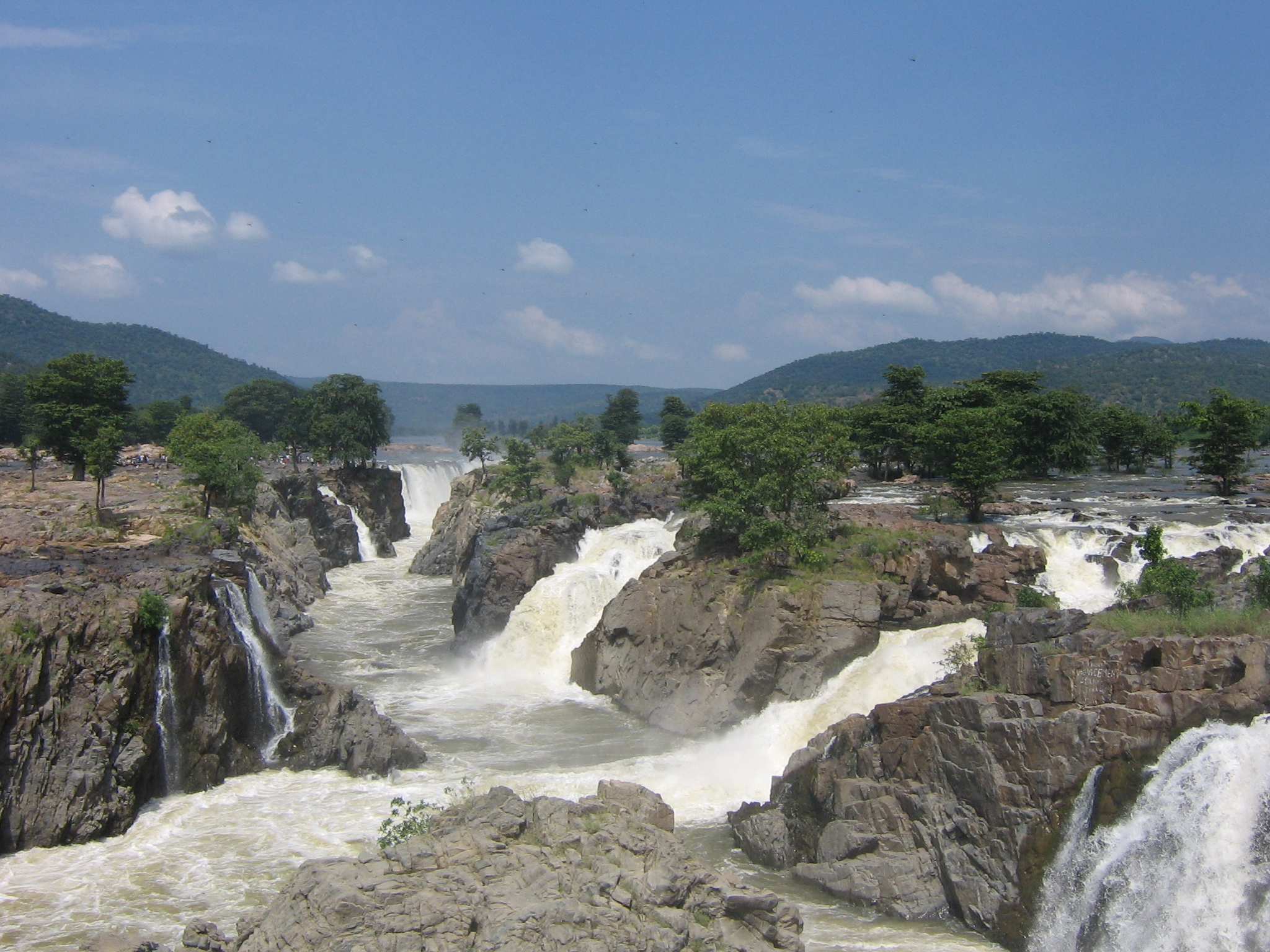
ホーゲーナーカル滝

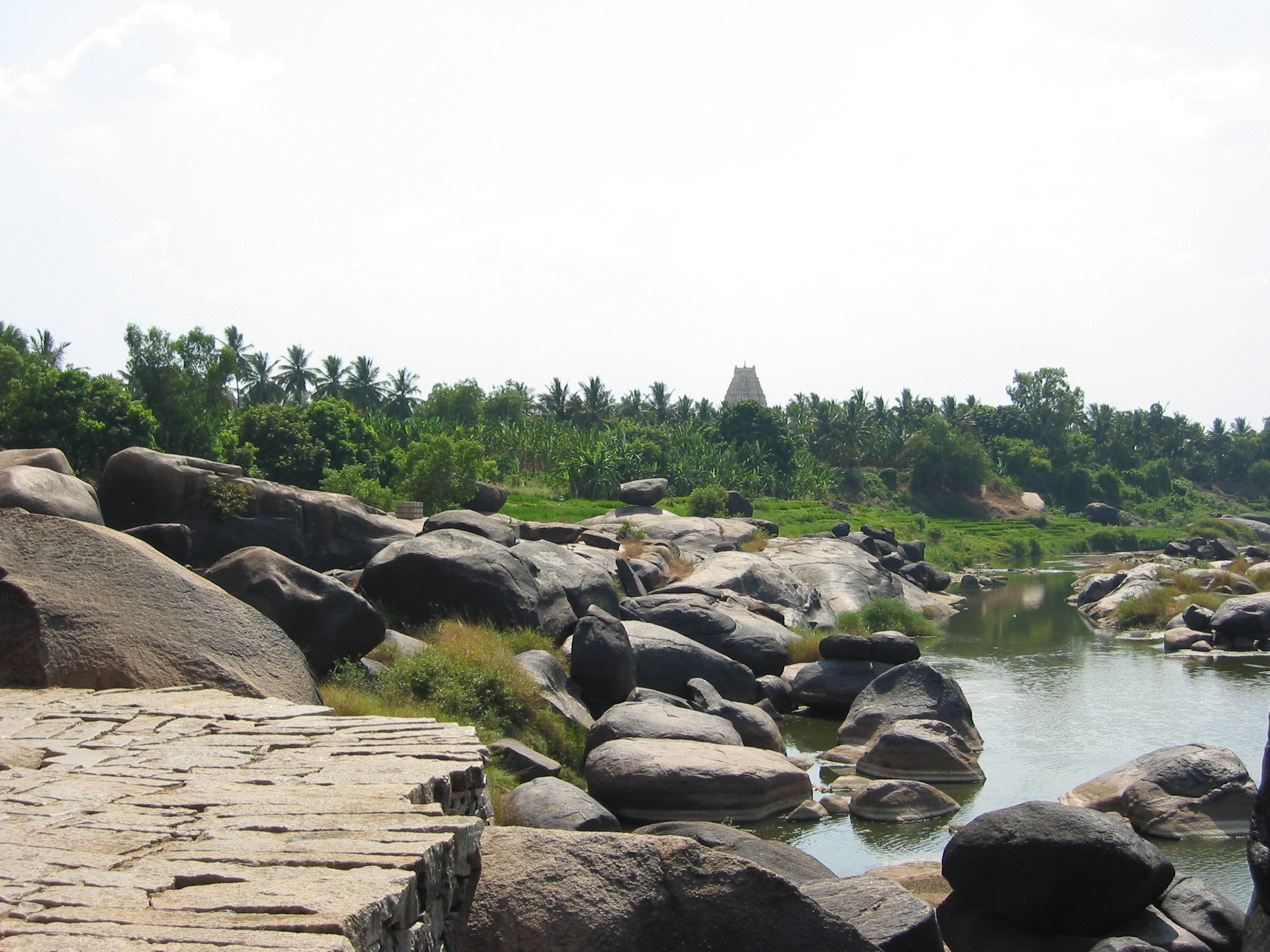
ハンピ付近

デカン高原は、ヒマラヤ山脈の南側にあるヒンドゥスターン平野の南に位置する。高原は概ね平坦であるものの、西から東に緩く傾斜しており、高い西ガーツ山脈が、南西モンスーンからの湿気がデカン高原に達する事を妨げるため、デカン高原は降雨が少ない。東デカン高原は、インドの南東の海岸に至る低高度地域にある。森林も相対的に乾燥しているが、内湾、そしてベンガル湾に至る川の流れを形成する、雨を蓄える働きをしている。
高原北部の大部分を、西ガーツ山脈を源流とするインドラヴァティー川を含むゴーダーヴァリ川とその支流が、東に向かって流れ、ベンガル湾に注ぐ。トゥンガバドラー川、クリシュナ川、およびビーマ川を含むその支流(これらも、西から東へ流れる)が、高原の中心部を流れる。高原の最南の部分は、カルナータカ州の西ガーツ山脈を源流とするカーヴィリ川が流れ、ホーゲーナーカル滝でニルギリを過ぎてタミル・ナードゥ州に向かって南に曲がる。シバヴァサムドラムの島の町でシヴァサムドラム滝を形成して、スタンリー貯水池と貯水池を生成したメーットゥールダムを流れ、最終的にベンガル湾へ注ぐ。ベンガル湾に流れない2本の川が、ナルマダー川とタプティー川である。これらは東ガーツ山脈を源流とし、アラビア海へ注ぐ。なお、ヒマラヤの川は融雪を源としており、年間を通して流れる。しかし、デカン高原の川は降雨に依存するため、夏には干上がる。
高原の気候は、高原の北端部の地域の亜熱帯から、高原の大部分を占める雨季と乾季が分かれる熱帯へと変化に富んでいる。雨は6月頃から10月までの雨季に大部分が降る。乾季に当たる3月から6月は非常に乾燥し、気温が40 ℃を超える場合がある。

## 地質
デカン高原を覆う巨大な玄武岩台地はデカン・トラップと呼ばれる、6700万年から6500万年前の白亜紀の終わりにかけて起きたマグマ噴出で形成された。すなわち、ちょうど恐竜が絶滅した頃に形成された高原である。高原には鉱物組成の違う花崗岩もあり、大陸地殻内で生成した物だが、玄武岩は現在のインド洋レユニオン島付近にあったと推定されるホットスポットから、インド洋の海底拡大（インド亜大陸の北上）運動を生じたマントルの活動に伴って地表へ噴出した物である。
なお、デカン高原の玄武岩が形成されてから既に6500万年以上経過しているため、デカン高原の地表付近の玄武岩は風化が進み、レグール土と化している。

## 歴史
デカン高原付近では、古来よりサータヴァーハナ朝（前1世紀頃-2世紀頃）、前期チャールキヤ朝（6-8世紀）、後期チャールキヤ朝（10世紀末-12世紀）、ラーシュトラクータ朝（8世紀末-10世紀末）、バフマニー朝（14世紀-16世紀初頭）、デカン・スルターン朝（15世紀末-17世紀末）、ムガル帝国（17世紀末-18世紀初頭）、マラーター同盟（17世紀後半-19世紀初頭）などの有力な王朝が興亡した地域である。